# Sierra del Jobo
La Sierra del Jobo es un macizo montañoso del Arco Calizo Central, situado en la zona nororiental de la provincia de Málaga, en Andalucía, España. La sierra hace de frontera natural entre las comarcas de Nororma y la Axarquía.
Ocupa una extensión de unos 10.5 km² que se extienden desde el puerto de los Alazores en dirección suroeste hasta la Sierra de Camarolos. Alcanza una de las mayores cotas del complejo serrano de esta parte de la provincia con una altitud de 1.641 m s. n. m. en el pico Chamizo, punto en el que confluyen los límites de los municipios de Alfarnate, Alfarnatejo, Colmenar y Villanueva del Rosario. 